# Càntic del germà Sol

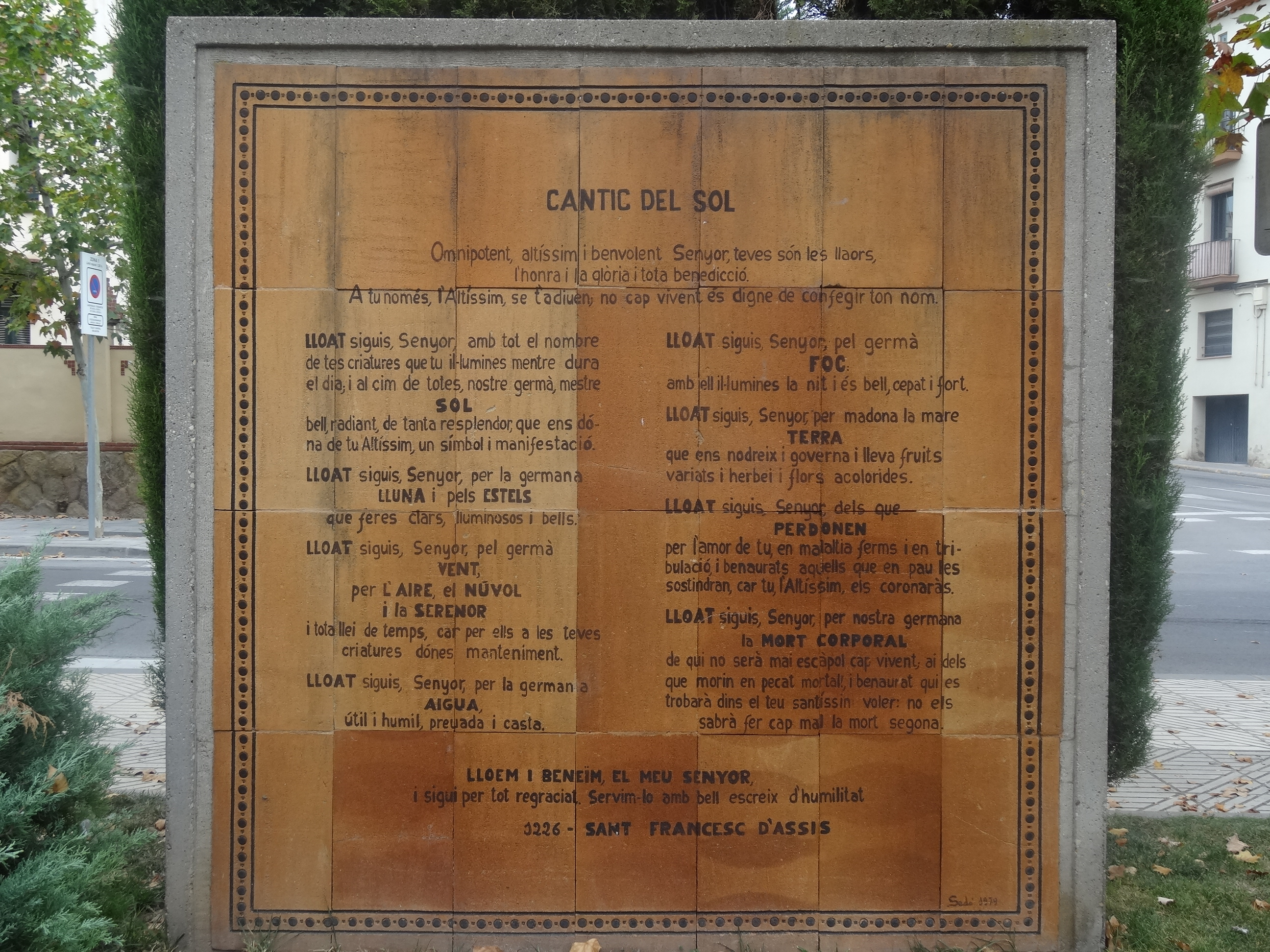
Càntic del Sol escrit en ceràmica. Igualada.

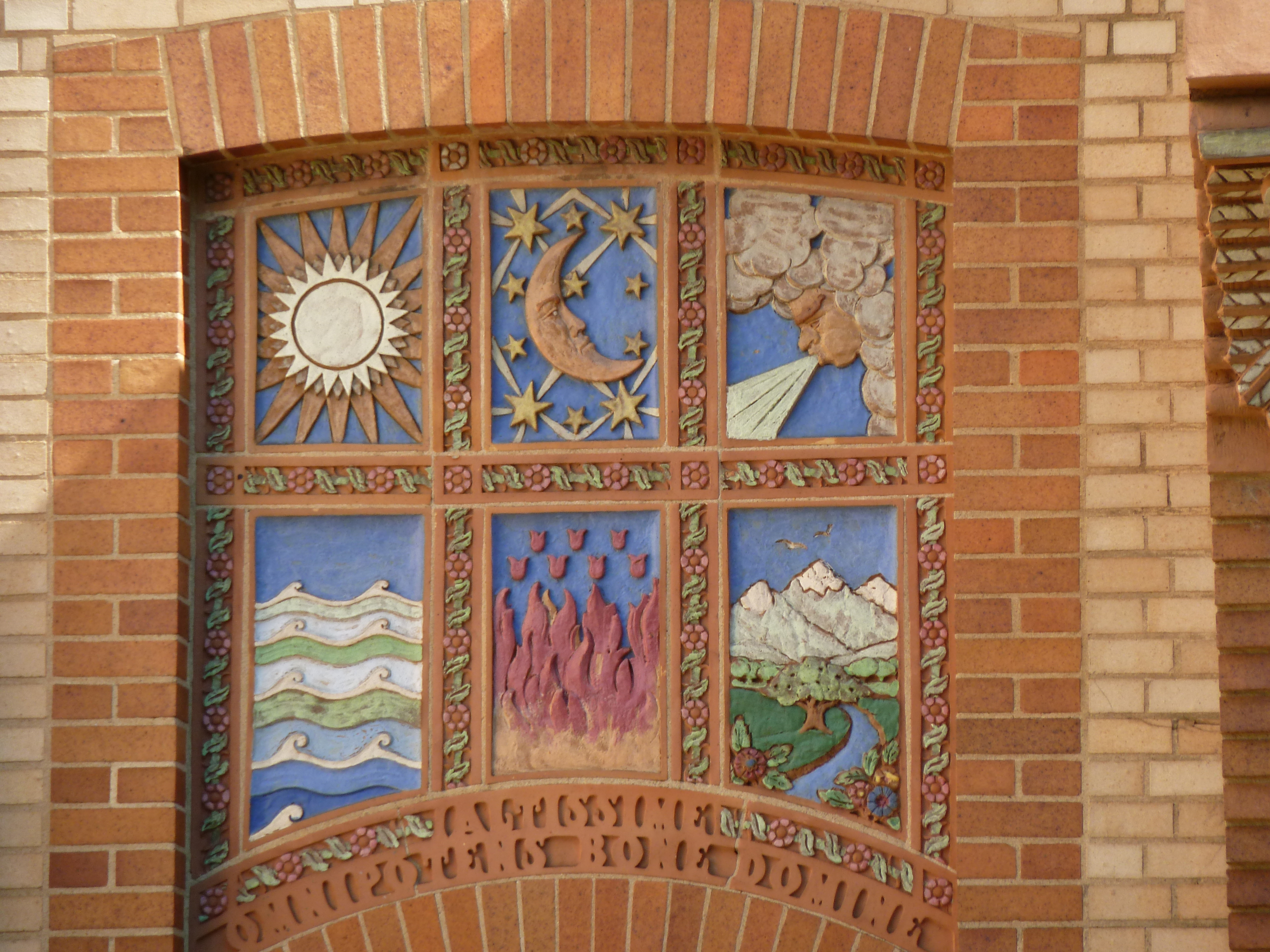
Elements de la natura inclosos en el càntic (el sol, la lluna i els elements clàssics). Universitat de Howard.

El Càntic del germà Sol, també conegut com el Càntic de les criatures o Laudes Creaturarum (Lloances de les criatures), és una cançó o pregària composta per Sant Francesc d'Assís. Va ser escrita en un dialecte d'Úmbria de l'italià, però des de llavors ha estat traduïda a molts idiomes. Es creu que és una de les primeres obres de la literatura, si no la primera, escrita en italià.
El Càntic del germà Sol és una pregària a Déu donant-li gràcies per les obres de la seva Creació, com el "germà foc" i la "germana aigua". És una afirmació de la teologia personal de Francesc que sovint fa referència als animals com a germans i germanes, rebutjant l'acumulació material i les comoditats sensuals en favor de la "Dama Pobresa".
Sant Francesc es diu que va compondre la major part del càntic a finals de 1224 mentre es recuperava d'una malaltia en Sant Damià, en una petita casa de camp que havia estat construïda per a ell per Santa Clara i altres dones del seu Orde de Germanes Pobres. Segons la tradició, la primera vegada que es va cantar complet va ser per Francesc i els germans Àngel i Lleó, dos dels seus companys originals, en el llit de mort de Francesc, on el vers final lloant la "germana mort" va haver estat afegit pocs minuts abans.
Una llegenda posa l'accent en el topos de "brillantor" dient que Francesc no va escriure el Càntic físicament, a causa de la seva ceguesa per una malaltia ocular; però el va dictar veient la natura a través de l'ull de la ment. El pare Eric Doyle va escriure: "Encara que estava físicament cec, va ser capaç de veure amb més claredat que mai amb l'ull interior de la seva ment. Amb una claredat sense precedents que percebia la unitat bàsica de tota la creació i el seu propi lloc com a frare enmig de les criatures de Déu. El seu amor incondicional per totes les criatures, grans i petites, s'havia convertit en la unitat del seu propi cor. Estava tan obert a la realitat que va trobar un lloc com casa seva en el seu cor i que era casa seva a tot arreu i en qualsevol lloc. Era un centre de comunió amb totes les criatures".
El Càntic del germà Sol s'esmenta per primera vegada en la Vita Prima de Tomàs de Celano en 1228.

## El càntic
Altíssim totpoderós i bon Senyor, vostres són

les llaors, la glòria, l'honor i tota benedicció.

A Vós sol, Altíssim, se us adiuen

i cap home no és digne d'anomenar-vos.

Lloat sigueu, Senyor amb totes les creatures

especialment missenyor el germà sol,

el qual és dia i per ell ens il·lumineu.

I ell és bell i radiant amb gran esplendor,

de Vós, Altíssim, porta significació.

Lloat sigueu, Senyor meu,

per la germana lluna i els estels,

en el cel els heu fet clars, preciosos i bells.

Lloat sigueu, Senyor meu, pel germà vent

i per l'aire, l'ennuvolat i el serè, i tot temps,

pel qual a les vostres creatures doneu sosteniment.

Lloat sigueu, Senyor meu, per la germana aigua,

la qual és molt útil i humil i preciosa i casta.

Lloat sigueu, Senyor meu, pel germà foc,

pel qual ens il·lumineu de nit

i és bell i juganer i robust i fort.

Lloat sigueu, Senyor meu,

per la germana nostra mare terra,

la qual ens sosté i governa i produeix fruits diversos

amb flors acolorides i herba.

Lloat sigueu, Senyor, per aquells que perdonen

pel vostre amor,

i aguanten malaltia i tribulació.

Benaurats els qui les aguanten en pau,

car de Vós, Altíssim, seran coronats.

Lloat sigueu, Senyor meu,

per la nostra germana la mort corporal,

de qui cap home vivent no pot escapar.

Ai d'aquells que trobarà en pecats mortals!

Benaurats aquells que trobarà

en la vostra santíssima voluntat,

car la mort segona no els farà mal.

Lloeu i beneïu el meu Senyor,

i doneu-li gràcies i serviu-lo amb gran humilitat.

## Adaptacions musicals
Diferents adaptacions actuals s'han fet del Càntic.